# Lex Maria
Lex Maria är det vardagliga namnet på anmälningsskyldigheten som följer av 3 kap 5 § Patientsäkerhetslagen i Sverige.
Anmälningsskyldigheten innebär att en vårdgivare har skyldighet att till Inspektionen för vård och omsorg anmäla om en patient i samband med hälso- och sjukvård drabbats av eller utsatts för risk att drabbas av en allvarlig skada eller sjukdom. År 2013 tog Inspektionen för vård och omsorg över tillsynsansvaret. Tidigare skulle en anmälan göras till Socialstyrelsen.

## Historia
Bakgrunden till namnet Lex Maria är den incident år 1936 då fyra patienter på Maria sjukhus i Stockholm avled till följd av felbehandling då de fick injektioner med desinfektionsmedel istället för bedövningsmedel.
Innan den 1 januari 2011 fanns bestämmelserna i 6 kap. 4 § i lagen (1998:531) om yrkesverksamhet på hälso- och sjukvårdens område, som nu är upphävd.

## Lagen
Lagparagrafen har  följande lydelse:
3 kap. 5 §:
"Vårdgivaren ska, om inte något annat särskilt föreskrivs i enlighet med tredje stycket, till Inspektionen för vård och omsorg anmäla händelser som har medfört eller hade kunnat medföra en allvarlig vårdskada. Motsvarande anmälningsskyldighet har den som bedriver verksamhet som avses i 7 kap. 2 §. Anmälan ska göras snarast efter det att händelsen har inträffat.
Vårdgivaren ska samtidigt med anmälan eller snarast därefter till Inspektionen för vård och omsorg ge in den utredning av händelsen som föreskrivs i 3 § första stycket.
Regeringen eller den myndighet som regeringen bestämmer kan med stöd av 8 kap. 7 § regeringsformen meddela föreskrifter om anmälningar från vårdgivare inom Försvarsmakten och Försvarets materielverk."
Det är vårdgivaren som gör anmälan, enskilda, anhöriga och allmänhet kan således inte göra en lex Maria-anmälan. Under 2015 tog Inspektionen för vård och omsorg beslut i 2823 lex Maria-ärenden.